# Només els amants sobreviuen
Només els amants sobreviuen (títol original en anglès Only Lovers Left Alive) és una pel·lícula gòtica fantàstica de comèdia-dramàtica del 2013 escrita i dirigida per Jim Jarmusch, protagonitzada per Tilda Swinton, Tom Hiddleston, Mia Wasikowska, Anton Yelchin, Jeffrey Wright, Slimane Dazi i John Hurt. Una coproducció internacional entre el Regne Unit i Alemanya, la pel·lícula se centra en el romanç entre dos vampirs i va ser nominada a la Palma d'Or al 66è Festival Internacional de Cinema de Canes. S'ha subtitulat al català.
El 2016, la pel·lícula va ser classificada entre les 100 millors pel·lícules del segle XXI segons la BBC per 177 crítics d'arreu del món. A finals de 2019, va ser nomenada la quarta millor pel·lícula de la dècada de 2010 pel crític de cinema en cap de The Hollywood Reporter, Todd McCarthy.

## Argument
La cinta narra la història d’Eve (Tilda Swinton) i Adam (Tom Hiddleston), una parella d'eterns amants vampirs, fràgils i sensibles, que es tenen l'u a l'altre com a suport i motivació en les seves llargues i eternes vides. Tots dos són intel·lectuals amants de la música, la ciència i la literatura, que han evolucionat a un nivell en el qual ja no maten per al seu manteniment, però encara conserven el seu salvatgisme innat.

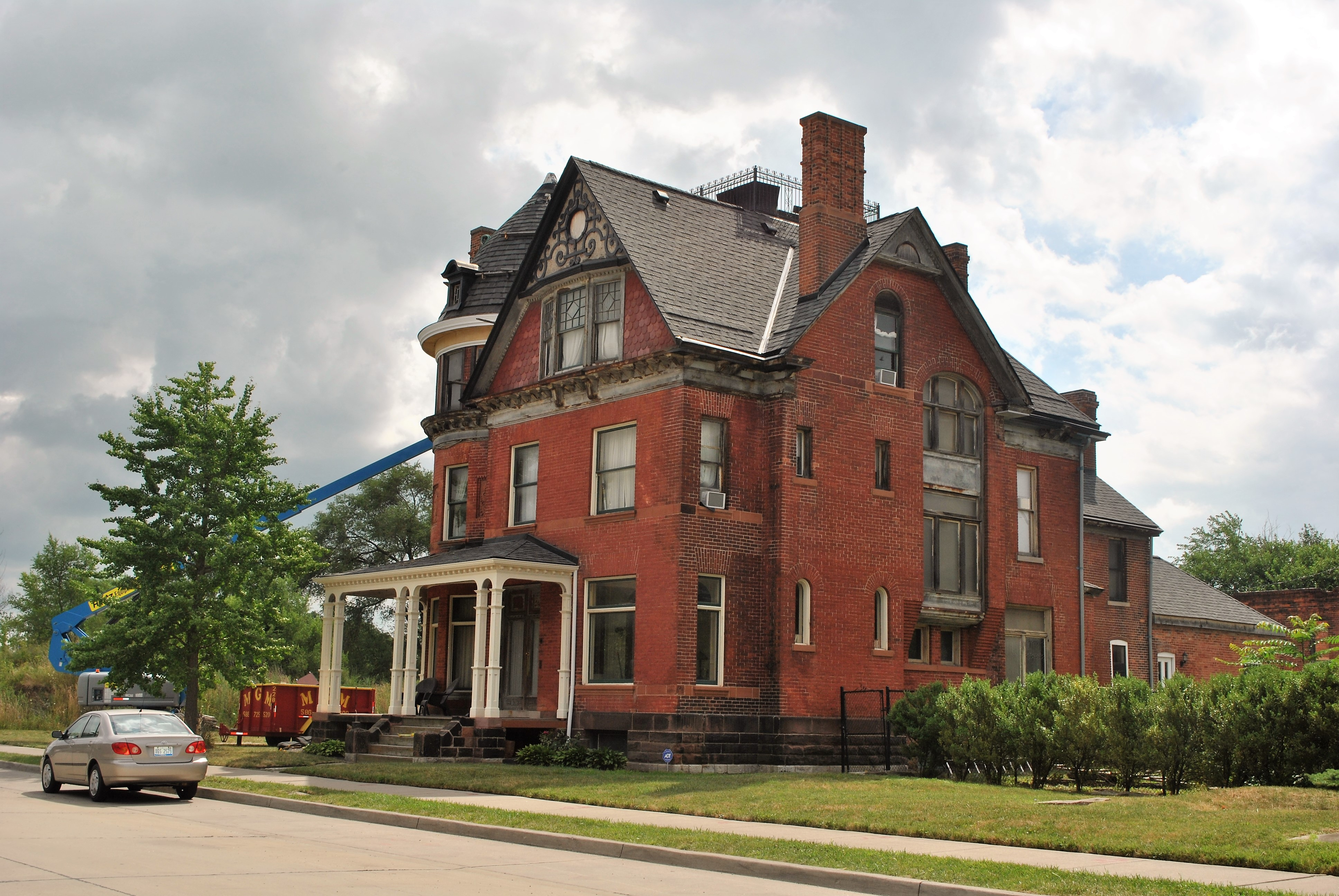
La casa d'Adam, a Detroit.

Adam és un solitari músic de l'underground que s'oculta en les ruïnes d'un Detroit contemporani. Es desespera pel declivi de la civilització humana, preocupant-se per la seva supervivència futura. Eve, que té al voltant de 3.000 anys, a comparació dels 500 d'Adam, té una visió més llarga de la història i és més optimista.
La sang dels humans, als qui ells anomenen zombis, s'ha vist contaminada com a resultat de la pol·lució ambiental i de la mala alimentació i hàbits de les persones, per la qual cosa Adam i Eve han d'assegurar-se de consumir sang de millor qualitat, aconseguida als hospitals, o periran. L'amic pròxim de Eve, un dramaturg isabelí i el no reconegut autor de les obres de Shakespeare, Christopher Marlowe (John Hurt), ara és un ancià vampir que proveeix a Eve amb sang de l'hospital. Adam obté el seu subministrament del Dr. Watson (Jeffrey Wright), un hematòleg frívol que ofereix sang segura per un preu.
El precari equilibri en les vides d'Adam i Eve es veu amenaçat per l'arribada sense invitació de Ava (Mia Wasikowska), la petita, entremaliada i incontrolable germana menor de Eve. A diferència d'Adam i Eve, Ava encara no ha après a dominar el seu més salvatges instints i la seva imprudència inquieta a Adam. Les seves entremaliadures causen certs problemes en la vida d'aquestes dues tranquil·les criatures i ara ells els han de solucionar.

## Repartiment
- Tilda Swinton com a Eva
- Tom Hiddleston com a Adam
- Mia Wasikowska com a Ava
- Anton Yelchin com a Ian
- Jeffrey Wright com el Dr. Watson
- Slimane Dazi com a Bilal
- John Hurt com a Christopher Marlowe
- Yasmine Hamdan com a Yasmine
- White Hills com ells mateixos

## Producció
L'agost de 2010, Jarmusch va dir que Tilda Swinton, Michael Fassbender, Mia Wasikowska i John Hurt havien acceptat unir-se a la pel·lícula, descrita per Jarmusch el maig de 2011 com un "Història d'amor cripto-vampir", però encara no tenia finançament.El finançament de la pel·lícula va ser un procés difícil per al director i va explicar a l'estrena mundial al Festival Internacional de Cinema de Canes el maig de 2013 que "cada vegada és més difícil per a pel·lícules que són una mica inusuals, o no previsibles, o que no satisfan les expectatives de la gent d'alguna cosa".
Jarmusch va revelar el 2014 que, després de set anys de frustració, Swinton va dir "això és una bona notícia, vol dir que ara no és el moment. Passarà quan hagi de passar". A la fi, Jarmusch va rebre un pressupost de 7 milions de dòlars de la NRW Filmstiftung alemanya(de). El productor Jeremy Thomas va dir més tard que Jarmusch és "un dels els grans cineastes independents nord-americans: és l'últim de la línia. Ja no queda gent com ell".
El gener de 2012, Tom Hiddleston va substituir Fassbender abans del rodatge. El rodatge va començar aquell juny a nombrosos llocs, el districte de Brush Park de Detroit, Michigan, Estats Units, Tànger, el Marroc, Hamburg i Colònia (Alemanya). El rodatge va durar set setmanes.
La pel·lícula és una de les diverses produccions de Jarmusch, amb pel·lícules com La nit a la terra, en què l'acció es produeix principalment de nit. Swinton va dir després de l'estrena de la pel·lícula que "Jim és bastant nocturn, així que el paisatge nocturn és pràcticament la seva paleta. Hi ha alguna cosa sobre les coses que brillen a la foscor que em sembla realment Jim Jarmusch. És una estrella de rock".

## Banda sonora
La banda de Jarmusch SQÜRL, principal responsable de la banda sonora de la pel·lícula, obre la pel·lícula amb una versió de la cançó de 1961 de Wanda Jackson "Funnel of Love". Altres col·laboradors a la banda sonora són Zola Jesus i la vocalista libanesa Yasmine Hamdan, mentre que les composicions del llaütista holandès Jozef van Wissem van formar el nucli de l'estètica sonora de la pel·lícula. Durant la setmana del llançament de l'àlbum de la banda sonora, l'abril de 2014, Van Wissem va explicar:
| « | Sé que la manera com [Jarmusch] fa les seves pel·lícules és com un músic. Té música al cap quan està escrivint un guió, així que està més informat per una cosa tonal que per qualsevol altra cosa... Sento que sóc una mica polític. La pel·lícula de Jim és anti-societat contemporània. I el llaüt va contra tota tecnologia i contra tots els ordinadors i contra tota la merda que no necessiteu. | » |

Van Wissem també va descriure la pel·lícula com "una pel·lícula molt personal, potser fins i tot autobiogràfica" i que "Jim és una esponja cultural, ho absorbeix tot". L'abril de 2014 es va fer un concert al recinte Santos Party House de la ciutat de Nova York per celebrar l'estrena de l'onzè llargmetratge de Jarmusch. pel·lícula. Durant l'esdeveniment de Santos, Jesús va actuar amb van Wissem tant en una peça "pseudogregoriana" de la banda sonora de la pel·lícula com en una col·laboració no gravada.
La llista de cançons:
- "Funnel of Love" – Wanda Jackson
- "Harissa" – Kasbah Rockers
- "Caprice No. 5 in A Minor" – Charles Yang (composta per Niccolò Paganini)
- "Gamil" – Y.A.S.
- "Can't Hardly Stand It" – Charlie Feathers
- "Trapped By a Thing Called Love" – Denise LaSalle
- "Soul Dracula" – Hot Blood
- "Under Skin Or By Name" – White Hills
- "Red Eyes and Tears" – Black Rebel Motorcycle Club
- "Little Village" – Bill Laswell
- "Hal" – Yasmine Hamdan

CD tracks: Detroit
1. SQÜRL – Streets Of Detroit – 0:35
2. SQÜRL – Funnel Of Love – 3:40
3. Jozef Van Wissem Et SQÜRL – Sola Gratia (Part 1) – 3:24
4. Jozef Van Wissem Et SQÜRL – The Taste Of Blood – 5:49
5. SQÜRL – Diamond Star – 1:14
6. SQÜRL – Please Feel Free To Piss In The Garden – 4:20
7. SQÜRL – Spooky Action At A Distance – 3:34
Tangier
8. Jozef Van Wissem Et SQÜRL – Streets Of Tangier – 1:35
9. Jozef Van Wissem – In Templum Dei – 2:56
10. Jozef Van Wissem Et SQÜRL – Sola Gratia (Part 2) – 5:09
11. Jozef Van Wissem – Our Hearts Condemn Us – 4:35
12. Yasmine Hamdan – Hal – 4:29
13. Jozef Van Wissem Et SQÜRL – Only Lovers Left Alive – 3:31
14. Jozef Van Wissem Et SQÜRL – This Is Your Wilderness – 3:51